# Közép-romániai fejlesztési régió

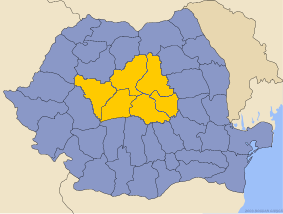
A Közép-romániai fejlesztési régió elhelyezkedése

A Közép-romániai fejlesztési régióhoz tartozó megyék: Brassó, Fehér, Hargita, Kovászna, Maros, Szeben. Területe 34 100 km², lakosainak száma 2 523 021, népsűrűsége 74 fő/km². Nemzetiségi összetétel: román (65,4%), magyar (29,9%), roma (4,0%), német (0,6%), más (0,1%).
1998-ban hozták létre, feladata a fejlesztési projektek összehangolása, és az Európai Uniós támogatások felhasználásának szabályozása.

## Települések
Fontosabb városok: Brassó, Marosvásárhely, Nagyszeben, Sepsiszentgyörgy, Gyulafehérvár, Csíkszereda, Medgyes. A városi lakosság aránya 59,8%.